# Émergence de Meyraguet
Die Émergence de Meyraguet („Austritt von Meyraguet“) ist eine Höhle in einer Steilwand des südfranzösischen Flusses Dordogne in der Gemeinde Lacave im Département Lot der Region Okzitanien. Geologisch betrachtet ist die Émergence de Meyraguet eine Karstquelle am Ende einer Versickerungsstrecke in den Causses de Gramat, einem Kalksteinplateau aus der Jura-Zeit. Die Speisung des unterirdischen Gewässers erfolgt im Wesentlichen durch die Ouysse, einen Nebenfluss der Dordogne.
Der Höhleneingang befindet sich unmittelbar in Höhe der Wasserlinie. Er kann zu Fuß im Wasser am Flussufer entlang oder per Boot erreicht und außer bei niedrigem Wasserstand auch befahren werden.

## Höhlenforschung und Höhlentauchen
Am 19. November 2003 kam es in der Luftglocke zwischen dem ersten und zweiten Siphon zu einem tödlichen Unfall, bei dem zwei Schweizer Höhlenforscher ums Leben kamen. In einer Untersuchung der Gaszusammensetzung der Atmosphäre der Luftglocke  wurde am darauffolgenden Tag ein verringerter Sauerstoffanteil von 8,8 Prozent festgestellt. Seitdem warnt ein Hinweisschild vor nicht atembaren Atmosphären im Höhlensystem.